# یلنا یلسینا
یلنا یلسینا (روسی: Елена Борисовна Елесина؛ زادهٔ ۴ آوریل ۱۹۷۰) ورزشکار پرش ارتفاع اهل روسیه بود.